# Abu Said Uthman II. (Merinide)
Abu Said Uthman II. ibn Yaqub (arabisch أبو سعيد عثمان بن يعقوب, DMG Abū Saʿīd ʿUṯmān b. Yaʿqūb; † 1331) war der siebente Sultan der Meriniden in Marokko (1310–1331).
Abu Said Uthman II. trat die Nachfolge von Abu Rabia (reg. 1308–1310) im Merinidenreich an. Zwar gilt er als recht schwacher Herrscher, doch gewann er als großer Bauherr geschichtliche Bedeutung. So wurden unter ihm die Medressen in Fès-el-Jedid (1320), die Madrasat as-sahridsch (1321) sowie die Madrasat al-attarin (1323) in Fès-el-Bali errichtet. Da die Medressen als Bildungseinrichtungen dienten, stieg Fès im 14. Jahrhundert zu einem bedeutenden Zentrum der Wissenschaft im Maghreb auf. 
Allein diese starke Bautätigkeit spricht für den wirtschaftlichen Wohlstand Marokkos unter seiner Regierung. Abu Said Uthman II. förderte auch die Nachkommen der Idrisiden (Nachkommen des Propheten Mohammed), um dadurch die Legitimität der Meriniden weiter zu erhöhen. Unter seinem Nachfolger Abu l-Hasan (reg. 1331–1351) erreichte das Reich der Meriniden im Maghreb den Höhepunkt seiner Macht.